# Монік Кнол
Монік Кнол (нід. Monique Knol, 31 березня 1964) — нідерландська велогонщиця.
Олімпійська чемпіонка 1988 року в груповій шосейній гонці, бронзова призерка 1992 року в груповій шосейній гонці.